# Sistema de Gestão de Capital
Sistema de Gestão de Capital (SGC) (Ucraniano: Систем Кепітал Менеджмент) (CKM) é uma empresa ucraniana que operam em quatro áreas de negócio: metais e mineração, energia, banco de seguros, e das telecomunicações. SGM tem receitas superiores a US $ 9,563 bilhões e mais de 165.000 trabalhadores e se comprometeu a responsável, o crescimento rentável e sustentável. A empresa é liderada pelo bilionario Rinat Akhmetov, .
Atualmente patrocina o clube de futebol ucraniano o Shakhtar Donetsk.